# Chlorocala monoceros
Chlorocala monoceros är en skalbaggsart som beskrevs av Hippolyte Louis Gory och Achille Rémy Percheron 1833. Chlorocala monoceros ingår i släktet Chlorocala och familjen Cetoniidae. Inga underarter finns listade i Catalogue of Life.